# Резня в Нахаль-Озе
Резня в Нахаль-Озе — массовая резня, устроенная группировкой ХАМАС, признанной рядом стран террористической организацией, утром 7 октября 2023 года во время иудейского праздника Симхат Тора в кибуце Нахаль-Озе, недалеко от северной границы Израиля с сектором Газа. Резня была осуществлена во время внезапного вторжения группировки ХАМАС на суверенную территорию Израиля. В результате резни многие жители кибуца были убиты и причинён существенный ущерб имуществу. Некоторые жители поселения были похищены в сектор Газа.

## Предыстория
Утром 7 октября 2023 года группировка ХАМАС предприняла внезапную атаку на Израиль. Под прикрытием обстрела территории Израиля тысячами ракет из сектора Газа сотни террористов, прорвав границу и пограничную оборону, проникли в израильские приграничные жилые поселения. На данный момент известно о 1400 убитых и, согласно оценкам, 200 заложниках в результате теракта. Среди жертв и заложников женщины, дети, младенцы и пожилые люди.

## Резня
Предварительное расследование показало, что 40—50 террористов проникли через ограждение по периметру и направились к заставе неподалёку от поселения Нахаль-Оз. Убив охранников у ворот и застигнув солдат заставы врасплох, террористы проникли и вскоре уничтожили большую часть военного персонала заставы и её оборудования. Впоследствии террористы напали на кибуц Нахаль-Оз с целью похитить или убить жителей кибуца. Некоторым из бойцов заставы удалось пробраться в кибуц и вступить в бой с террористами. В это время, забаррикадировавшись в местном Центре тактических операций, офицеры тыловых специальностей и наблюдательницы пытались связаться с силами и направляли боевые вертолёты на отряды террористов в то время, как разведчик батальона и два командира взводов вели перестрелку с террористами, находившимися снаружи Центра тактических операций. Бой за Центр тактических операций продолжался до тех пор, пока террористы не установили взрывные устройства, в результате чего многие военнослужащие были убиты.
Одновременно с событиями на заставе Нахаль-Оз по меньшей мере 20 террористов проникли в кибуц Нахаль-Оз, расположенный неподалёку от северной части сектора Газа. Террористы врывались в дома, расстреливали жителей кибуца и уничтожали целые семьи. Среди убитых был фотограф газеты «Исраэль хайом» Янив Зохар и большая часть его семьи.

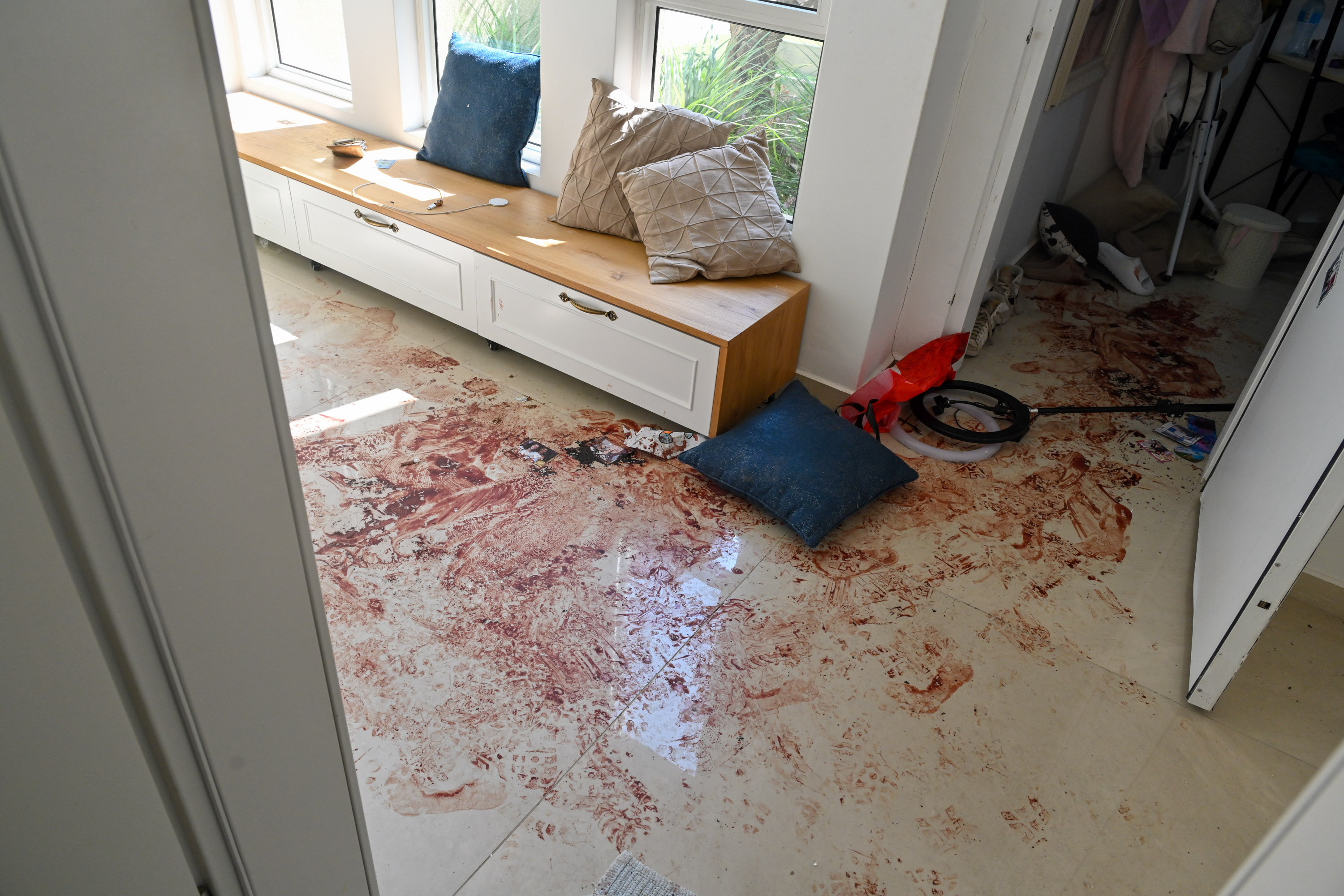
Частный дом, в который вторглись террористы в день праздника Симхат-Тора 7 октября

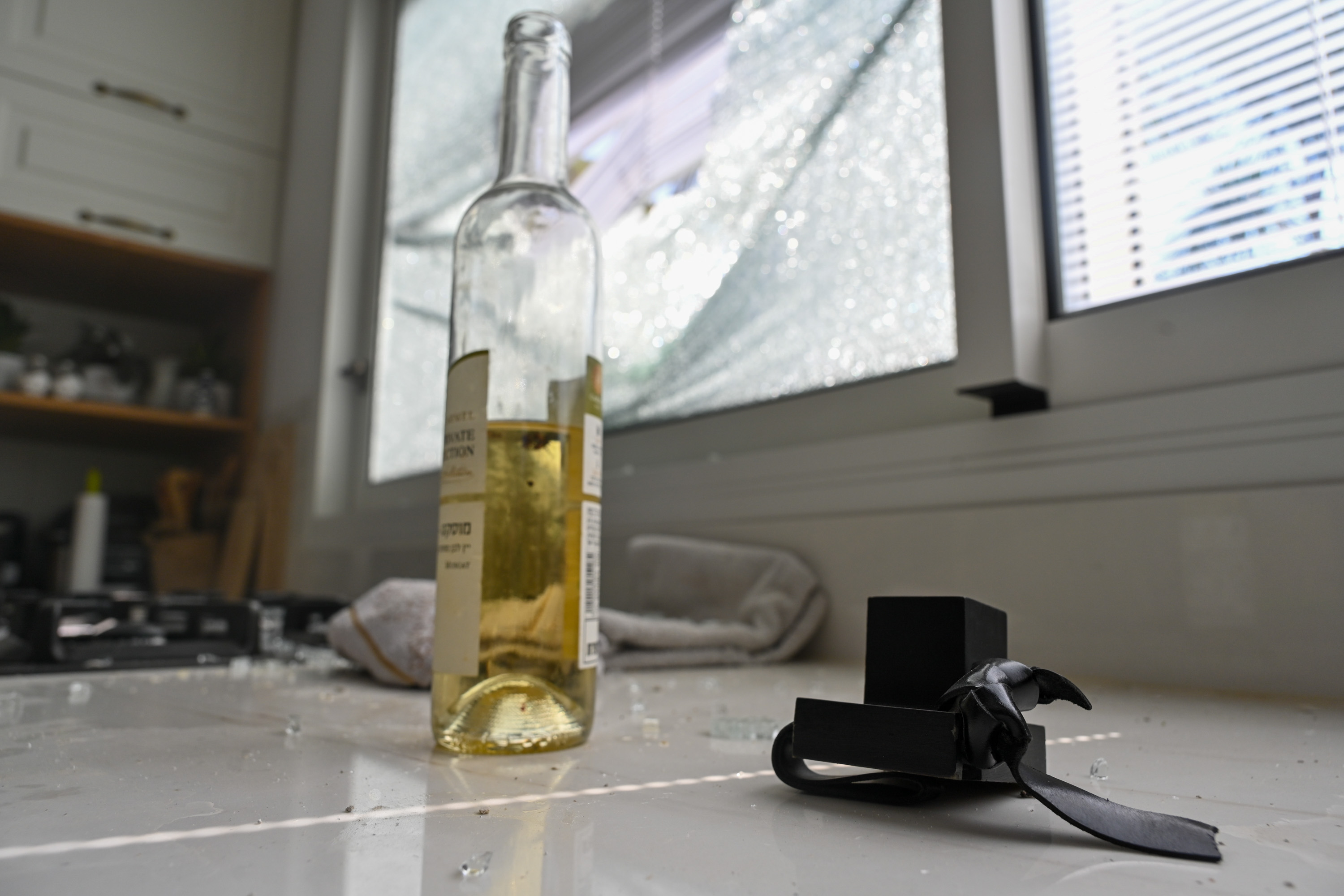
Тфилин и праздничная бутылка вина в Симхат-Тора на полу одного из частных домов, в который проникли террористы

### Битва при Нахаль-Озе
В первые минуты вторжения в поселение 11 бойцов южного отряда спецподразделения ЯМАС, ранее ночевавших в солдатских казармах внутри кибуца, штурмом предприняли попытку обезвредить стреляющих террористов. В кибуц прибыли силы Пограничной стражи Израиля и Армии обороны Израиля (сначала десантники 890-го батальона, затем бойцы разведывательной роты «Гивати», а также другие спецподразделения).
В результате боя с террористами, продолжавшегося не менее 12 часов, боевики ХАМАСа были уничтожены. Среди участников боевых действий был генерал-майор запаса Ноам Тибон, чей сын Амир живёт в кибуце Нахаль-Оз, а также генерал-майор в отставке Исраэль Зив. Оба присоединились к спецподразделению «Маглан», также принимавшему участие в битве с террористами.
На раннем этапе на место происшествия также прибыл передвижной командный пункт заместителя командира подразделения «Маглан» майора Хена Бухриса, с офицером по оперативной работе лейтенантом Ифтахом Явецем и боевым фельдшером сержантом Афиком Розенталем. В передвижном командном пункте также были обнаружены рации двух командиров, сержанта А. и сержанта Д. Отряд вёл бой с террористическим отрядом «Нухба» (Бригады «Изз ад-Дин аль-Кассам»), в ходе которого погибли Хен, Афик и Ифтах.
По оценкам армии, в кибуц Нахаль-Оз вторглось около 100 террористов ХАМАС. Параллельно с боями израильские военные занимались эвакуацией и спасением жителей.

## Похищение в Газу
Помимо резни, террористы ХАМАС похитили в сектор Газа нескольких жителей кибуца, в том числе троих детей и их родителей. Террористы транслировали похищение в прямом эфире, судя по всему, с телефона матери семейства. Таким образом об этом узнали их родственники.
21 января 2024 года стало известно, что 19-летний волейболист Шай Левинсон был убит террористами в Нахаль-Озе 7 октября, а его тело хамасовцы похитили в сектор Газа. Он был лучшим волейболистом и в течение многих лет играл за команду Эйлабуна, арабской деревни, расположенной вблизи его города. Шай Левинсон был единственным израильским евреем в арабской команде и твёрдо верил в сосуществование евреев и арабов.

## Память
7 ноября 2023 года по всему Израилю был объявлен «День гражданского траура».

## Ликвидация террористов
3 декабря 2023 года ЦАХАЛ ликвидировал Виссама Фархата, командира батальона ХАМАСа «Шеджайя», который «спланировал и направил террористов 7 октября в кибуц Нахаль-Оз и на армейский пост, где была совершена жестокая резня», а также был причастным к другим терактам, в частности планированию теракта в Ацмоне.